# Kwak Si-yang
Đây là một tên người Triều Tiên, họ là Kwak.
Kwak Si-yang (Hangul: 곽시양, sinh ngày 15 tháng 1 năm 1987) là một diễn viên, người mẫu người Hàn Quốc.

## Diễn viên

### Phim truyền hình
| Năm  | Tiêu đề                                 | Kênh | Vai trò                         | Chú thích     |
| ---- | --------------------------------------- | ---- | ------------------------------- | ------------- |
| 2014 | Glorious Day                            | SBS  | Jung Hee-joo                    | [ 2 ]         |
| 2015 | Perseverance, Goo Hae Ra                | Mnet | Kang Se Jong                    | [ 3 ]         |
| 2015 | Ma nữ đáng yêu (Oh My Ghost)            | tvN  | Seo Joon                        | [ 4 ]         |
| 2015 | All Is Well                             | KBS  | Kang Ki Chan                    |               |
| 2016 | One More Happy Ending                   | MBC  | Người chồng ly hôn              | [ 5 ] [ 6 ]   |
| 2016 | Mirror Of The Witch                     | JTBC | Poong-Yeon                      | [ 7 ]         |
| 2016 | Second To Last Love                     | SBS  | Park Joon-woo                   | [ 8 ]         |
| 2017 | Three Color Fantasy - Queen of the Ring | MBC  | Người mẫu chuyên nghiệp         | [ 9 ]         |
| 2017 | Chicago Typewriter                      | tvN  | Baek Tae-min / Heo Young-min    | [ 10 ]        |
| 2017 | Fight For My Way                        | KBS2 | Kim Nam Il                      | [ 11 ]        |
| 2019 | Four Men                                | TBA  | Choi Jin-soo                    | [ 12 ]        |
| 2019 | Welcome 2 Life                          | MBC  | Goo Dong-tae                    | [ 13 ]        |
| 2020 | Alice                                   | SBS  | Yoo Min-hyuk                    | [ 14 ]        |
| 2021 | Hong Cheon Gi                           | SBS  | Lee Yoo / Suyangdaegun / Thế Tổ | [ 15 ] [ 16 ] |
| 2021 | IDOLTheCoup                             | JTBC | Cha Jae-hyuk                    | [ 17 ]        |

### Phim điện ảnh
| Năm  | Tiêu đề                    | Vai trò        | Chú thích     |
| ---- | -------------------------- | -------------- | ------------- |
| 2014 | Night Flight               | Shin Young Joo | [ 18 ]        |
| 2016 | Sori: Voice From The Heart | Hyun-soo       | [ 19 ]        |
| 2016 | Elephant in the Room       | Lee Jae-won    | [ 20 ] [ 21 ] |
| 2016 | Familyhood                 | Kang Ji-hoon   | [ 22 ] [ 23 ] |
| 2018 | The Witness                | Tae-ho         | [ 24 ]        |
| 2019 | The Battle of Jangsari     | Park Chan Nyun | [ 25 ]        |

### Chương trình thực tế
| Năm       | Tiêu đề                | Kênh | Vai trò    | Ghi chú                       | Tham khảo |
| --------- | ---------------------- | ---- | ---------- | ----------------------------- | --------- |
| 2015–2016 | We Got Married – Mùa 4 | MBC  | Thành viên | với Kim So-yeon (tập 287–316) |           |
| 2017      | Lost Time              | JTBC | MC         |                               | [ 26 ]    |
| 2017      | Luật rừng tại Sumatra  | SBS  | Thành viên | Tập 256–261                   | [ 27 ]    |
| 2018      | Korea Coast Guard      | MBC  | MC         |                               | [ 28 ]    |
| 2018      | Running Man            | SBS  | Khách mời  | Tập 414                       |           |
| 2020      | Running Man            | SBS  | Khách mời  | Tập 501                       |           |

## Giải thưởng và đề cử
| Lễ trao giải             | Năm  | Thể loại                                                           | Giải thưởng                                         | Kết quả   | Tham khảo |
| ------------------------ | ---- | ------------------------------------------------------------------ | --------------------------------------------------- | --------- | --------- |
| APAN Star Awards         | 2016 | Diễn viên xuất sắc                                                 | Second To Last Love                                 | Đề cử     |           |
| Asia Artist Awards       | 2016 | Giải diễn viên mới                                                 | Kwak Si-yang                                        | Đoạt giải | [ 29 ]    |
| Asia Artist Awards       | 2018 | Giải Choice                                                        | Kwak Si-yang                                        | Đoạt giải | [ 30 ]    |
| Asia Model Festival      | 2016 | Giải ngôi sao mới (diễn viên)                                      | Kwak Si-yang                                        | Đoạt giải |           |
| MBC Drama Awards         | 2019 | Giải xuất sắc, diễn viên mini sê ri thứ hai-thứ ba                 | Welcome 2 Life                                      | Đề cử     |           |
| MBC Entertainment Awards | 2015 | Giải ngôi sao mới                                                  | We Got Married - Mùa 4                              | Đoạt giải | [ 31 ]    |
| MBC Entertainment Awards | 2015 | Giải cặp đôi xuất sắc                                              | Kwak Si-yang với Kim So-yeon We Got Married - Mùa 4 | Đoạt giải |           |
| KBS Drama Awards         | 2015 | Giải xuất sắc, diễn viên phim hằng ngày                            | All is Well                                         | Đoạt giải | [ 32 ]    |
| KBS Drama Awards         | 2015 | Giải bình chọn, diễn viên                                          | All is Well                                         | Đề cử     |           |
| SBS Drama Awards         | 2016 | Giải ngôi sao mới                                                  | Second To Last Love                                 | Đoạt giải |           |
| SBS Drama Awards         | 2020 | Giải xuất sắc, diễn viên trong mini sê ri phim huyền bí / lãng mạn | Alice                                               | Đề cử     | [ 33 ]    |
| Wildflower Film Awards   | 2015 | Diễn viên mới xuất sắc                                             | Night Flight                                        | Đề cử     |           |

## Liên kết
- Kwak Si-yang trên Facebook
- Kwak Si-yang Lưu trữ ngày 10 tháng 1 năm 2020 tại Wayback Machine tại Starhaus Entertainment